# Jonas G. Howard
Jonas George Howard (* 22. Mai 1825 bei New Albany, Floyd County, Indiana; † 5. Oktober 1911 in Jeffersonville, Indiana) war ein US-amerikanischer Politiker. Zwischen 1885 und 1889 vertrat er den Bundesstaat Indiana im US-Repräsentantenhaus.

## Werdegang
Jonas Howard besuchte zunächst private Schulen und studierte danach am Indiana Asbury College, der späteren DePauw University in Greencastle. Nach anschließenden Jurastudien an der Louisville Law School in Kentucky und der Indiana University in Bloomington sowie seiner im Jahr 1852 erfolgten Zulassung als Rechtsanwalt begann er in Jeffersonville in diesem Beruf zu arbeiten. Zwischen 1854 und 1879 war er mehrfach juristischer Vertreter dieser Stadt. In den Jahren 1859 bis 1863 gehörte er dem dortigen Stadtrat an.
Politisch war Howard Mitglied der Demokratischen Partei. Von 1863 bis 1866 saß er als Abgeordneter im Repräsentantenhaus von Indiana. Bei den  Kongresswahlen des Jahres 1884 wurde er im dritten Wahlbezirk von Indiana in das US-Repräsentantenhaus in Washington, D.C. gewählt, wo er am 4. März 1885 die Nachfolge von Strother M. Stockslager antrat. Nach einer Wiederwahl konnte er bis zum 3. März 1889 zwei Legislaturperioden im Kongress absolvieren. Im Jahr 1888 wurde er von seiner Partei nicht mehr zur Wiederwahl nominiert.
Nach seinem Ausscheiden aus dem US-Repräsentantenhaus praktizierte Jonas wieder als Anwalt in Jeffersonville. Außerdem befasste er sich mit landwirtschaftlichen Angelegenheiten. Er starb am 5. Oktober 1911 in Jeffersonville, wo er auch beigesetzt wurde.